# Веспа музеј Србија
Веспа музеј Србија (ВМС) јесте музеј у Београду. Произашао је из идеје да се посетиоцима представи несвакидашња колекција Piaggio модела веспа на једном месту.

## Идеја о оснивању музеја
Веспа је италијански бренд скутера коју производи компанија Пјађо из Италије. Веспа је препознатљива широм света и прихваћена је као популарно возило градског амбијента.
Овај италијански бренд је настао 1884. године У Понтедеру, када се фабрика за производњу железничких пруга и мотора за авионе, након Другог светског рата, услед велике кризе која је захватила Италију преоријентисала на производњу малих градских скутера и конструишу први модел који добија име по италијанској речи за осу - веспа.
Идеја о оснивању Музеја веспи у Београду постојала је још почетком прве деценије 21. века. Ипак, велико интересовање за изложбу, Веспа – 55 година у Србији, одржану октобра 2012. год. у Галерији Прогрес у Београду, коју је посетило 20.000 људи, што је била трећа најпосећенија изложба, дало је снаге и воље за идеју да колекција постане приступачнија и ширем броју заљубљеника у веспе путем интернета и кроз музејске поставке. Тада се отвара и музеј који је имао 20 изложених експоната.
Оснивачка скупштина Веспа клуба Београд је одржана давне 2003. године и тад је организована и прва изложба 10 веспи из приватне колекције Владана Константиновића на тераси ресторана Сунце у Београду.

## Музеј
Веспа музеј Србија, по угледу на Museo Piaggio из Понтедере, града у коме се налази фабрика Пјађио, основао је Веспа клуб Србија. Музеј је отворен поводом 71. рођендана најистакнутијег члана тог клуба, Зорана Лубурића – Лубуре.
Музејска поставка се простире на 120 квадратних метара и пружа хронолошки увид у веспе од модела 40-тих година 20. века, закључно са последњим моделом са ручним мењачем, Веспом PX. 40 изложених експоната приказују развој веспе у периоду од 1949. године до 1982. године.
Уопште, Веспа клуб Србија поседује највећу и највреднију колекцију на простору бивше Југославије коју планира преко Веспа музеја да представи широј јавности. Ипак, због недостатка простора, Веспа музеј Србија је тренутно смештен у приватној гаражи док се објекат на Миљаковцу где је планиран изложбени простор не уреди.